# Lyric Theatre
El Lyric Theatre es un teatro del West End de Londres, Inglaterra, en Shaftesbury Avenue en la ciudad de Westminster. Fue construido para el productor Henry Leslie, quien lo financió con las ganancias del éxito de la ópera ligera Dorothy, que trasladó de su sede original para abrir el nuevo teatro el 17 de diciembre de 1888.
Bajo Leslie y sus primeros sucesores, la casa se especializó en teatro musical, y esa tradición ha continuado de manera intermitente a lo largo de la existencia del teatro. Las producciones musicales en las primeras cuatro décadas del teatro incluyeron The Mountebanks (1892), His Excellency (1894), The Duchess of Dantzig (1903), The Chocolate Soldier (1910) y Lilac Time (1922). Espectáculos musicales posteriores incluyeron a Irma La Douce (1958), Robert y Elizabeth (1964), John, Paul, George, Ringo ... y Bert (1974), Blood Brothers (1983), Five Guys Named Moe (1990) y Thriller - En vivo (2009).
En el se han presentado muchas producciones no musicales, desde Shakespeare hasta O'Neill y Strindberg, así como nuevas piezas de Noël Coward, Terence Rattigan, Alan Ayckbourn, Alan Bennett y otros. Las estrellas que aparecían en el teatro incluían, en los primeros años, Marie Tempest, Johnston Forbes-Robertson, Eleonora Duse, Ellen Terry y Tallulah Bankhead, y a mediados del siglo XX Alfred Lunt y Lynn Fontanne, Laurence Olivier, Ralph Richardson y Vivien . lee Más recientemente, han protagonizado Alec Guinness, Joan Plowright, Glenda Jackson, John Malkovich, Woody Harrelson e Ian McKellen.

## Historia
En una encuesta de 2017 de los teatros de Londres, Michael Coveney observa que la década de 1880 marcó el comienzo de "un auge de la construcción... que señala la verdadera creación del West End ". El Lyric fue uno de los doce teatros nuevos o totalmente reconstruidos de esa década. Fue el segundo teatro que se construyó en Shaftesbury Avenue y es el más antiguo que aún se conserva. Fue encargado por el productor Henry Leslie con ganancias del éxito de Alfred Cellier y BC Stephenson, Dorothy ; Se dijo que Leslie ganó £ 100,000 con el programa. El arquitecto fue CJ Phipps, quien también diseñó los teatros Savoy, Lyceum y Her Majesty.
tiene cuatro niveles y originalmente tenía una capacidad de 1306, luego se redujo a alrededor de 900. Una descripción contemporánea del nuevo teatro decía: "La fachada es de estilo renacentista en ladrillo rojo y piedra de Portland, dividida en el centro y dos alas, cada una rematada con un hastial alto con arcadas empotradas" y "El marco del proscenio es de alabastro pardo y blanco: los costados de la platea y del foso están revestidos con artesonado de nogal y sicómoro, con hermosas molduras talladas". El teatro conserva muchas de sus características originales, incluido el frente de una casa original de 1767, incorporado en la parte trasera del edificio, la antigua casa y museo de Sir William Hunter .
El teatro se inauguró el 17 de diciembre de 1888 con la representación número 817 de Dorothy, transferida desde el Teatro Prince of Wales. La pieza fue protagonizada por Marie Tempest en el papel principal, con Amy Augarde, Florence Perry y Hayden Coffin. En un breve discurso después de la actuación, Leslie dijo a la audiencia que esperaba "seguir el plan de la Opéra-Comique de París en la producción de obras de compositores nativos". Dorothy fue seguida en abril de 1889 por Doris, del mismo autor y compositor, que no logró emular el éxito récord de su predecesor y cerró después de una modesta racha de 202 representaciones. La tercera oferta de Leslie, The Red Hussar de Henry Pottinger Stephens y Edward Solomon, tuvo 175 funciones desde noviembre de 1889, después de lo cual Leslie abandonó la Lyric. Horace Sedger se convirtió en el licenciatario, gerente y único arrendatario, por el entonces enorme alquiler de 6.500 libras esterlinas al año.

### década de 1890

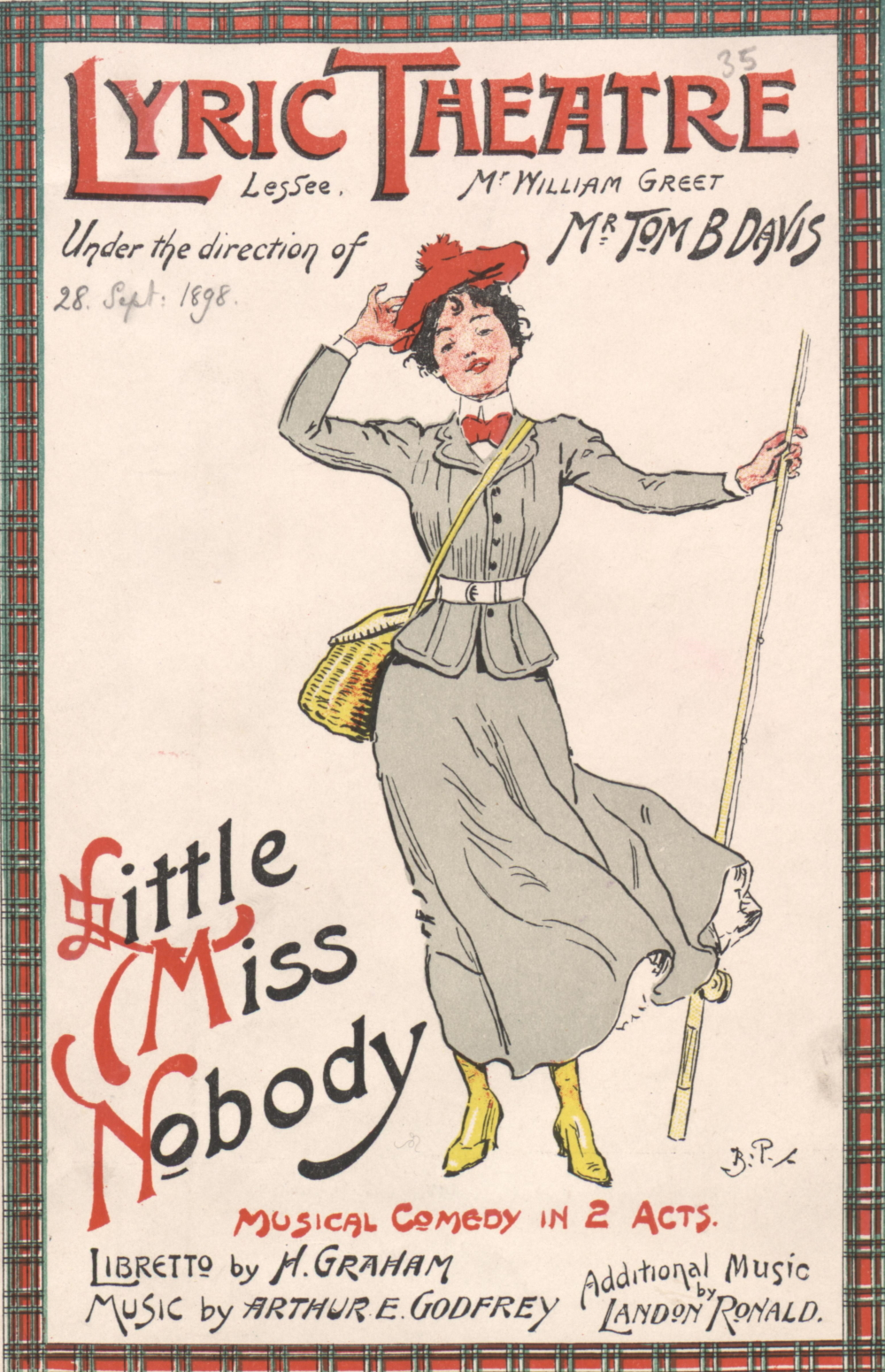
1898 Cartel lírico

Sedger tuvo un éxito temprano con su producción de La cigale de Edmond Audran, en una adaptación inglesa de FC Burnand con música adicional de Ivan Caryll ; tuvo 423 funciones desde octubre de 1890. Aparte de una breve temporada de la célebre actriz italiana Eleonora Duse en su primera aparición en Gran Bretaña, Sedger continuó con obras musicales: The Mountebanks de WS Gilbert y Alfred Cellier (1892), Incognita (1892), una adaptación de Le coeur et la main de Charles Lecocq; El ópalo mágico (1893) de Arthur Law e Isaac Albéniz; The Golden Web (1893) de Stephenson, Frederick Corder y Arthur Goring Thomas; y El pequeño Cristóbal Colón (1893) de GR Sims, Cecil Raleigh y Caryll. Algunos de estos fueron éxitos críticos y artísticos, pero en general perdieron dinero y Sedger quebró.
En 1894, George Edwardes produjo His Excellency, una ópera cómica con libreto de Gilbert y música de F. Osmond Carr . Cerró después de 162 funciones, víctima de una epidemia de influenza que mantuvo al público alejado de los teatros. William Greet tomó entonces el teatro, presentando La señal de la cruz, escrita y protagonizada por Wilson Barrett . Esta obra, sobre un patricio romano convertido al cristianismo por su amor por una muchacha cristiana, atrajo a la Lírica a gente que nunca antes había entrado en un teatro, y tuvo 435 representaciones desde enero de 1896. Greet y Barrett siguieron con Hijas de Babilonia, de este último, coprotagonizada por Maud Jeffries ; entre los miembros más jóvenes del enorme elenco se encontraba la joven Constance Collier . En 1897 y 1898 dos actrices francesas protagonizaron temporadas en el Lyric, primero Gabrielle Réjane y luego Sarah Bernhardt . Para el resto de la década de 1890, regresaron piezas musicales: Little Miss Nobody de Harry Graham con música de Arthur E. Godfrey y Landon Ronald (1898), L'amour mouille de Louis Varney (1899) y la más exitosa, Florodora (1899), protagonizada por Evie Greene, que tuvo 455 funciones y también fue un éxito en Nueva York. s

### 1900-1914

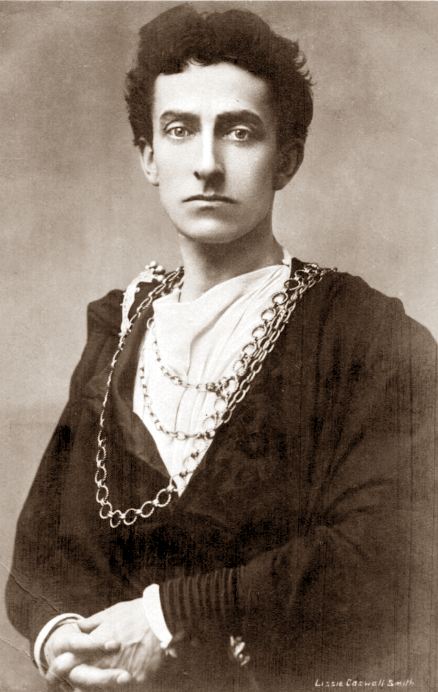
Johnston Forbes-Robertson como Hamlet

En 1902 , Johnston Forbes-Robertson protagonizó una temporada; su repertorio incluía Otelo y Hamlet, con Gertrude Elliott como coprotagonista. Su Hamlet fue descrito en la prensa como "la encarnación más refinada y hermosa de Hamlet concedida a nuestra generación", y "una revelación". Max Beerbohm dijo: "Nos muestra, por primera vez, a Hamlet como un ser bastante definido e inteligible".
La comedia musical volvió a la Lírica al final de la temporada de Forbes-Robertson, con The Medal and the Maid (1903), de Owen Hall y Sidney Jones, con Ada Reeve y Ruth Vincent, y The Duchess of Dantzig (1903), de Henry Hamilton y Caryll, con Evie Greene y Courtice Pounds . The Talk of the Town (1904) de Seymour Hicks y varios compositores, protagonizada por Agnes Fraser, su esposo Walter Passmore y Henry Lytton . Le siguió The Blue Moon, con música de Howard Talbot y Paul Rubens, en la que Florence Smithson debutaba en Londres. De 1906 a 1910, Lewis Waller se basó en Lyric, en obras que van desde Shakespeare hasta el drama romántico y la comedia clásica en The Rivals con Kate Cutler como Lydia y Lottie Venne como la señora Malaprop .
En 1910 la Lyric presentó The Chocolate Soldier, una versión musical de Arms and the Man de Bernard Shaw, con música de Oscar Straus ; Shaw detestó la pieza y la llamó "esa degradación de una comedia decente en una farsa sucia", pero al público le gustó y tuvo 500 representaciones. Philip Michael Faraday, coproductor de este éxito, se convirtió en director único de Lyric en 1911 y presentó Nightbirds (una adaptación de Die Fledermaus, 1912), The Five Frankforters (descrita como una "comedia bancaria vienesa", 1912), The Girl en el taxi (1912), La chica que no lo hizo (1913) y Mamzelle Tralala (1914).

### 1914-1929

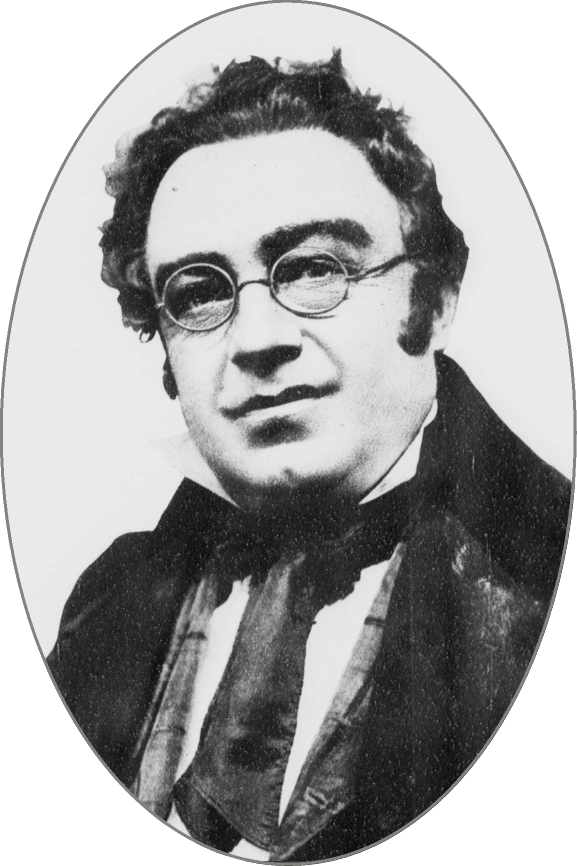
Courtice Pounds como Schubert en Lilac Time, 1922

William Greet fue sucedido como arrendatario por Edward Engelbach en 1914. Durante un tiempo, no se vieron producciones musicales en la Lírica, y prevaleció el drama no musical, incluido On Trial, un melodrama inusual que abría con el final de la historia y funcionaba al revés hasta el principio. Tuvo una racha satisfactoria de 174 representaciones. Romance, protagonizada por Doris Keane y Owen Nares, pasó del Duke of York's Theatre al Lyric, donde finalizó su ciclo de 1.049 representaciones. Keane luego protagonizó la comedia Roxana (1918); las críticas fueron excelentes. En 1919 interpretó a Julieta frente al Romeo de su marido, Basil Sydney ; esta vez las críticas fueron terribles. La enfermera, interpretada por Ellen Terry, fue vista como la gracia salvadora de la producción.
La comedia musical retomó su lugar en el Lyric a principios de la década de 1920. Whirled into Happiness (1922), una farsa musical con música de Robert Stolz y letra de Harry Graham, tuvo una serie de 244 representaciones; Lilac Time, con Courtice Pounds a la cabeza como Franz Schubert, se inauguró en diciembre de 1922 y tuvo 626 funciones. The Street Singer, de Frederick Lonsdale, con música de Harold Fraser-Simson, protagonizada por Phyllis Dare y Harry Welchman, tuvo 360 funciones desde junio de 1924.
Las obras no musicales dominaron los programas de Lyric en el resto de la década de 1920. Los historiadores del teatro Mander y Mitchenson escriben que en 1926 y 1927 dos nombres se asociaron estrechamente con el teatro: "Tres obras de Avery Hopwood tuvieron actuaciones sobresalientes: The Best People, escrita en colaboración con David Gray (1926), 309 representaciones; The Gold Diggers (1926), 180 representaciones; y El jardín del Edén (1927), 232 representaciones". Los dos últimos presentaban a la actriz Tallulah Bankhead, entonces una considerable atracción de taquilla entre los " jóvenes brillantes " de la década de 1920. Volvió a aparecer en el Lyric en Her Cardboard Lover (1928) y Let Us Be Gay (1929).

### 1930-1945
Desde 1930 hasta la Segunda Guerra Mundial, la Lírica representó una sucesión de obras no musicales. Los de principios de la década de 1930 incluyeron Strange Interlude (1931), de seis horas de duración, de Eugene O'Neill ; Autumn Crocus de Dodie Smith (1931), con Fay Compton, Martita Hunt y Jessica Tandy, que tuvo 317 representaciones; El rincón peligroso de JB Priestley (1932) con Flora Robson; Otro idioma de Rose Franken (1932) con Edna Best y Herbert Marshall ; y When Ladies Meet (1933) de Rachel Crothers.

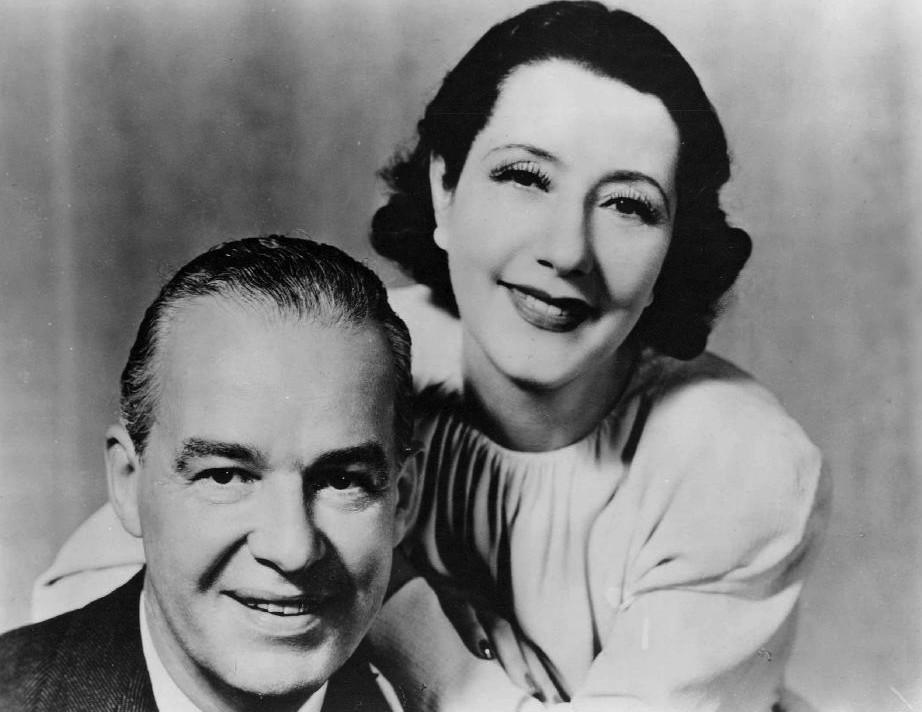
Alfred Lunt y Lynn Fontanne (1950)

En 1933, Thomas Bostock se convirtió en propietario del teatro y lo renovó. Al año siguiente, Alfred Lunt y su esposa Lynn Fontanne tuvieron éxito con Reunion in Vienna de Robert E. Sherwood, en la que habían aparecido en Broadway en 1931-1932. Otras producciones de mediados de la década de 1930 incluyeron Men in White de Sidney Kingsley (1934) y la producción de Noël Coward de Theatre Royal de Edna Ferber y George S. Kaufman (1934), (visto en Broadway en 1927 bajo el título The Royal Family) protagonizada por Madge Titheradge y el joven Laurence Olivier, y regresando Marie Tempest al teatro después de casi medio siglo. En 1935, Tovarich de Sherwood (basada en la obra de teatro francesa de 1933 de Jacques Deval ) tuvo 414 representaciones.
Bees on the Boatdeck (1936) de Priestley, dirigida y protagonizada por Ralph Richardson y Olivier, no fue un éxito; A Charles the King (1936) de Maurice Colbourne le fue mejor; Protagonizaron Gwen Ffrangcon-Davies y Barry Jones. En 1936, Eduardo VIII levantó la antigua prohibición de representar en el escenario a su bisabuela, la reina Victoria, y Victoria Regina de Laurence Housman, que hasta ese momento solo se había visto en representación privada, recibió su primera producción pública, con Pamela Stanley . en el papel principal y tuvo 337 funciones.
Los Lunt regresaron en 1938 con una transferencia de su producción de Broadway de Amphitryon 38, la adaptación de SN Behrman de un original francés de Jean Giraudoux ; esto fue seguido por The Flashing Stream de Charles Morgan, que tuvo 201 representaciones con Godfrey Tearle y Margaret Rawlings . Los años de la guerra fueron un período de escasez para la lírica, con solo unas pocas carreras sustanciales como The Nutmeg Tree de Margery Sharp, protagonizada por Yvonne Arnaud, que tuvo 269 funciones en 1941-1942. En 1943 el teatro quedó bajo el control del Príncipe Littler . Los Lunt regresaron en Love In Idleness de Terence Rattigan en 1944.

### 1946-1970
Después de la guerra, Lyric tuvo muchas carreras importantes, comenzando con The Winslow Boy de Rattigan (476 representaciones) a partir de mayo de 1946. La comedia del siglo XVIII The Beaux 'Strtagem se revivió en 1949, protagonizada por John Clements y Kay Hammond y tuvo la mayoría de sus 532 funciones en el Lyric. En agosto de 1950 se inauguró The Little Hut, protagonizada por Robert Morley, Joan Tetzel y David Tomlinson . Esta comedia ligera de Nancy Mitford, adaptada de La petite hutte de André Roussin, tuvo 1.261 representaciones hasta septiembre de 1953. The Confidential Clerk de TS Eliot (1953), trasladada con éxito desde el Festival de Edimburgo . En abril de 1954 comenzó otra larga tirada (433 representaciones) con Hippo Dancing, otra trama de Roussin, adaptada y protagonizada por Morley. Hubo buenas rachas en 1955 con My Three Angels, una adaptación de la comedia de Albert Husson La Cuisine des anges, y en 1956 con la comedia romántica de Coward South Sea Bubble, protagonizada por Vivien Leigh (276 representaciones).
Dos musicales mantuvieron el teatro ocupado desde diciembre de 1956 hasta la década de 1960; el primero fue Grab Me a Gondola, con Joan Heal, Denis Quilley y Jane Wenham, que tuvo un total de 673 funciones. El segundo fue Irma la Douce, protagonizada por Elizabeth Seal y Keith Michell, que se inauguró en julio de 1958 y tuvo 1512 funciones, cerrando en marzo de 1962.
Después de Irma la Douce, Lyric tuvo una serie de producciones relativamente efímeras. Desde marzo de 1962 hasta noviembre de 1963 se abrieron y cerraron seis obras. Después de eso, una dramatización de The Wings of the Dove, con Wendy Hiller y Susannah York, funcionó bien y se transfirió al Teatro Haymarket para completar una serie de 323 funciones. La siguiente pieza de larga duración en el teatro fue Robert and Elizabeth, un musical sobre la fuga de Robert Browning y Elizabeth Barrett, que tuvo 948 funciones desde octubre de 1964 hasta enero de 1967. Oh, Clarence, basada en las historias de Blandings de PG Wodehouse (1968), protagonizada por Naunton Wayne como Lord Emsworth. Plaza Suite de Neil Simon, protagonizada por Paul Rogers y Rosemary Harris, estuvo al aire de febrero a noviembre de 1969. 1930-19451930-1945

### 1970
The Lyric comenzó la década con The Battle of Shrivings de Peter Shaffer (1970), descrito por un crítico como "el mayor fracaso de su carrera"; protagonizada por John Gielgud como un filósofo vegetariano célibe. La comedia de Alan Ayckbourn How the Other Half Loves se estrenó el 5 de agosto de 1970 y tuvo 869 funciones. En 1972–73, Deborah Kerr apareció en The Day After the Fair, una adaptación de una historia de Thomas Hardy, que duró siete meses y luego cerró para permitir que la estrella abriera la obra en los Estados Unidos. 1930-19451930-19451930-1945

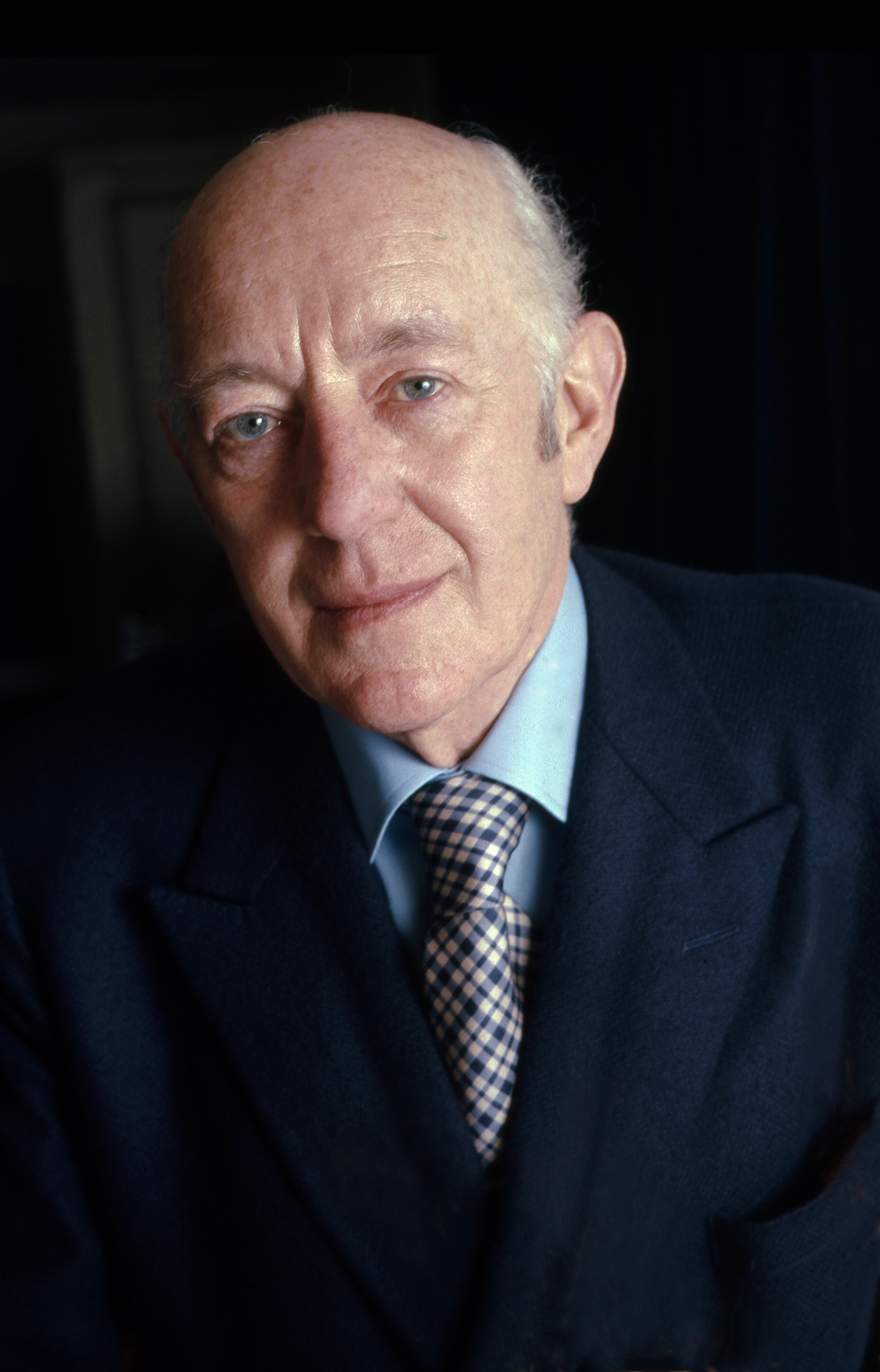
Alec Guiness, 1973

Alec Guinness interpretó el papel principal del Dr. Wicksteed, el "filósofo médico y lujurioso furtivo", en la comedia Habeas Corpus de Alan Bennett de 1973. La obra se prolongó hasta 1974 y Robert Hardy asumió el papel de Wicksteed desde febrero hasta que terminó en agosto, después de 543 funciones. La producción fue seguida por una importación del Everyman Theatre, Liverpool, que se presentó en el Lyric durante 418 representaciones: el musical de los Beatles de Willy Russell, John, Paul, George, Ringo... y Bert, con un elenco mayoritariamente nuevos en el West End, incluidos Anthony Sher, Bernard Hill, Trevor Eve y Barbara Dickson . En 1975, Lyric presentó la primera gran producción londinense de The Birthday Party de Harold Pinter desde lo que The Times llamó "su famoso fracaso" en su estreno en 1958.
En 1975–76, HM Tennent presentó una temporada de comedias dirigida por Lindsay Anderson . La compañía, encabezada por Joan Plowright, con John Moffatt, Peter McEnery y Helen Mirren, puso en repertorio La gaviota de Chéjov con La cama antes de ayer, una nueva obra de Ben Travers, de 89 años, autor de las farsas de Aldwych del 1920 y 1930. La obra de Travers se desarrolló entre 1976 y 1977, con un total de 497 funciones. Le sucedió la producción de Anderson de la comedia de William Douglas-Home The Kingfisher, protagonizada por Celia Johnson y Ralph Richardson. La pieza se jugó a teatro lleno durante seis meses, al final de los cuales cerró porque Johnson no deseaba renovar su contrato y Richardson se negó a jugar junto a cualquier protagonista suplente. En 1978 Plowright regresó a la Lyric, protagonizando junto a Colin Blakely y Patricia Hayes la producción de Franco Zeffirelli de Filumena de Eduardo De Filippo . Al final de la década, Jessica Tandy y su esposo Hume Cronyn aparecieron en The Gin Game a dos manos de Donald L. Coburn (1979).

### 1980 y 1990

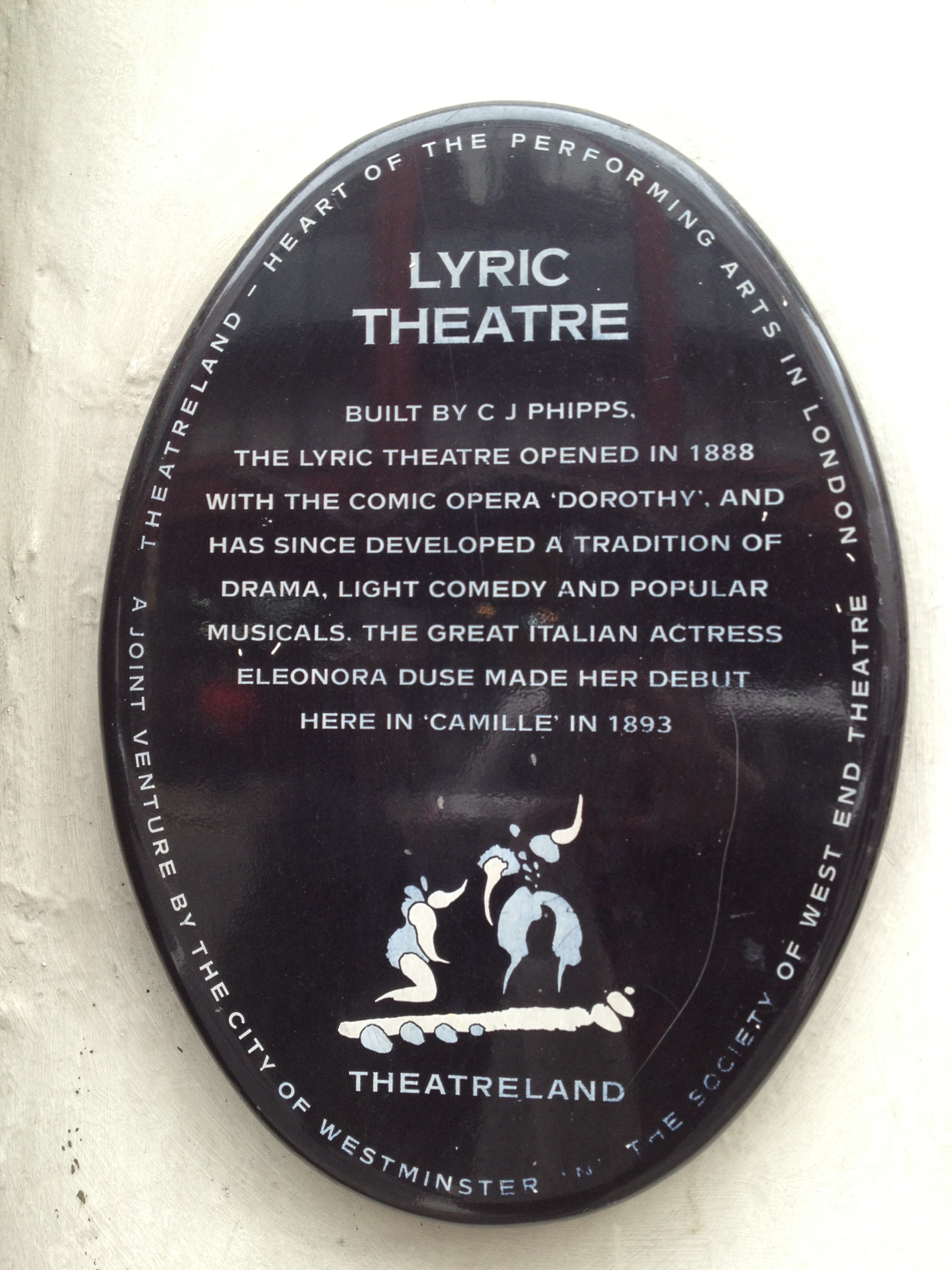
Placa en el exterior del Lyric

Richard Briers y Paul Eddington protagonizaron la comedia Middle Age Spread a principios de 1980; Rodney Bewes y Francis Matthews se hicieron cargo en junio antes de que la obra se trasladara al Teatro Apollo . Tomando pasos de Ayckbourn, "la mejor farsa de la ciudad" según Punch, se estrenó en el Lyric en septiembre y se prolongó hasta junio de 1981. En agosto, John Standing y Estelle Kohler protagonizaron una rara reposición en el West End de tres de las obras de Noël Coward de Tonight a las 8:30. En 1982, Briers y Peter Egan en Shaw's Arms and the Man fueron seguidos por Glenda Jackson y Georgina Hale en una nueva obra, Summit Conference, que se desarrolló de abril a octubre. Otro musical de Willy Russell, Blood Brothers, hizo su debut en Londres en el Lyric, desde abril hasta octubre de 1983, ganando el premio Laurence Olivier al Mejor Nuevo Musical y más tarde en la década comenzó un renacimiento de larga duración en el West End. Luego, el teatro volvió al drama no musical con Pack of Lies de Hugh Whitemore con Judi Dench y Michael Williams en los papeles principales; funcionó durante casi un año.
Una reposición de Botín de Joe Orton en 1984 fue noticia cuando la estrella, Leonard Rossiter, murió en su camerino durante una actuación. La carrera continuó con Dinsdale Landen en el papel. Hubo un breve regreso al teatro musical en 1985, con una adaptación teatral de la película Gigi de Lerner y Loewe . Ayckbourn y Russell volvieron a estar en el cartel, con A Chorus of Disapproval (1986) del primero y la comedia no musical One for the Road (1987) del segundo. En 1988-1989, Brian Rix presentó y protagonizó una reposición de la farsa de Whitehall Dry Rot, treinta años después de su presentación original en Londres.
La fachada del teatro fue restaurada en 1994. Mirando hacia atrás en programas anteriores, el sitio web de Lyric en 2020 destacó once producciones de la década de 1990. Los cuatro primeros fueron Burn This, protagonizada por John Malkovich (1990); la producción de Cameron Mackintosh de Five Guys Named Moe, que se desarrolló entre 1990 y 1995; un renacimiento musical Ain't Misbehavin' (1995); y Leo McKern en Hobson's Choice del Chichester Festival Theatre. En 1995, el teatro acogió un espectáculo inusual descrito como la "sensación de la danza australiana Tap Dogs ". Los personajes de Wodehouse regresaron a la Lyric en By Jeeves, de Ayckbourn y Andrew Lloyd Webber, interpretada en 1996. Siân Phillips interpretó a Marlene Dietrich en la obra de teatro con música Marlene de Pam Gems, dirigida por Sean Mathias en 1997. Siguieron tres transferencias de otros teatros: Antony Sher en Cyrano de Bergerac (1997) de la Royal Shakespeare Company ; Closer, del Teatro Nacional, de Patrick Marber ; y Animal Crackers del Royal Exchange, Manchester . El último programa de la década de 1990 que figura en el sitio web Lyric es Comic Potential de Ayckbourn (1999). 

### 2000-2020

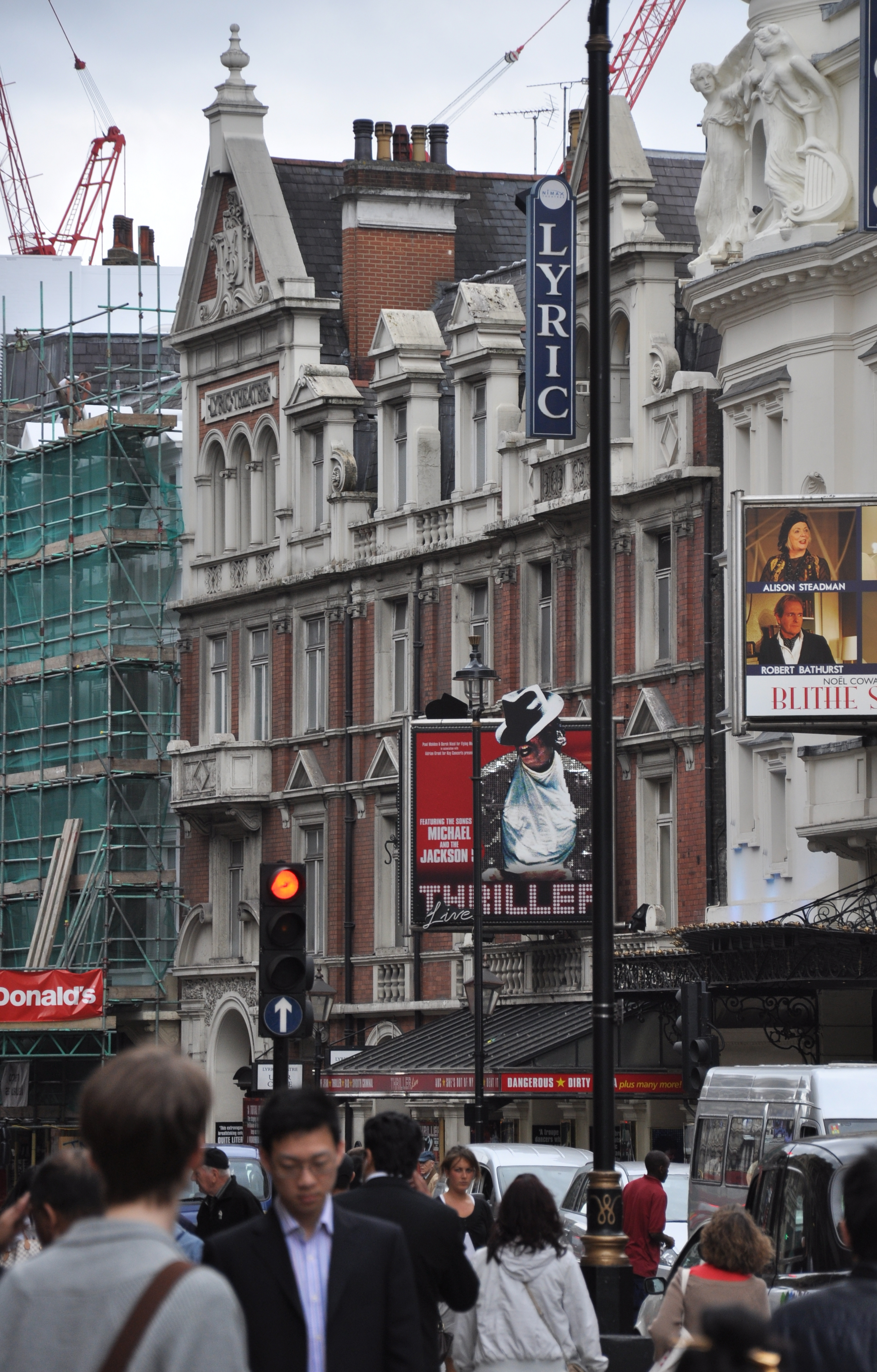
La Lírica en 2011

El teatro cambió dos veces de manos en la década de 2000. Fue comprado por Really Useful Group de Lloyd Webber en 2000, y en 2005 fue adquirido como parte de Nimax Theatres. Las producciones de la década de 2000 incluyeron la obra satírica georgiana de Fanny Burney A Busy Day, con Stephanie Beacham y Sara Crowe (2000). A esto le siguió en el mismo año una adaptación teatral de la película de Coward de 1945 Brief Encounter con Jenny Seagrove y Christopher Cazenove y luego una reposición del drama de Eugene O'Neill Long Day's Journey Into Night, protagonizada por Jessica Lange. Hubo otra producción de Coward al año siguiente: Thelma Holt presentó la primera producción a gran escala de la obra Semi-Monde de 1926. Más tarde, en 2001, The Lyric presentó a Barbara Cook Sings Mostly Sondheim y Brendan Fraser en Cat on a Hot Tin Roof.
En 2002, la comedia de colegialas "alegres palos de hockey", Daisy Pulls it Off, estuvo al aire durante tres meses, Ian McKellen y Frances de la Tour protagonizaron una reposición de La danza de la muerte de Strindberg en 2003. Bill Kenwright presentó Night of the Iguana protagonizada por Woody Harrelson, Clare Higgins y Jenny Seagrove en 2005.  En 2006, Phil McIntyre representó una nueva obra de teatro, Smaller, de Carmel Morgan, protagonizada por Dawn French y Alison Moyet.
Un renacimiento del musical Cabaret en 2006 protagonizó a James Dreyfus y luego a Julian Clary y Alistair McGowan como MC. Thriller - Live, una revista tributo a Michael Jackson, se inauguró en el Lyric en enero de 2009 y, a pesar de que The Times la describió como "tan emocionante como un plato de crema fría", y The Daily Telegraph como, en parte,, "tonterías hagiográficas", todavía se estaba ejecutando cuando los cines de Londres cerraron en marzo de 2020 debido a la pandemia de COVID-19. 
El teatro reabrió el 5 de diciembre de 2020, con una producción socialmente distanciada del musical Six, pero cerró debido a nuevas restricciones pandémicas el 15 de diciembre. El musical reabrió en el teatro el 21 de mayo y está programado para el 29 de agosto de 2021. El 1 de octubre de 2021, ¡Levántate, levántate! El musical de Bob Marley está programado para abrir en el teatro.